# عنکبوت شلاقی
عنکبوت شلاقی (نام علمی: Amblypygi) از راسته جانوران بی‌مهره و در رده عنکبوتیان قرار دارد. این جانداران در زیرشاخه گیره‌داران و شاخه بندپایان است.عنکبوت شلاقی به عقرب بدون دم شلاقی نیز معروف است. آنها شکارچیان ماهری هستند. عنکبوت‌های شلاقی در واقع نه عنکبوت هستند و نه عقرب، ولی جزء رده عنکبوتیان محسوب می‌شوند.

## ویژگی‌های ظاهری
اندازه عنکبوت‌های شلاقی از ۴ میلی‌متر تا ۴۵ میلی‌متر متغیر است. بدن آنها پهن و تخت است. این نوع عنکبوت‌ها دارای پوستی سخت و شکمی بخش بخش شده هستند. آنها دارای یک جفت چشم میانی در جلوی پوست سخت‌شان هستند، در عقب‌تر از این چشم‌ها، آنها دارای سه چشم کوچکتر در هر دوطرف بدن‌شان می‌باشند. پاهای جلویی عنکبوت‌های شلاقی تا ۳ برابر پاهای عقبی آنها می‌باشد. پاهای جلویی این نوع جانور برای راه رفتن به کار نمی‌روند و برای بررسی محیط اطراف سازگار شده‌اند.

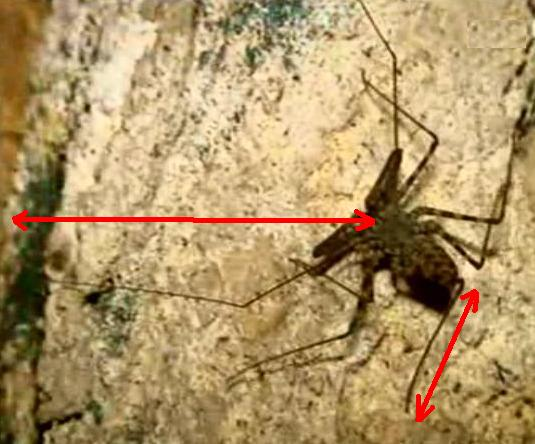
مقايسه پای جلو و عقب عنكبوت شلاقی

عنکبوت شلاقی دارای چنگال‌هایی است که در جلوی سر آن قرار دارد، این چنگال‌ها مجهز به خارهای تیزی هستند و هنگامی که حشره‌ای نزدیک می‌شود آن را صید کرده و به درون قسمت خردکننده دهان منتقل می‌کنند. حشره صید شده پس از خرد شدن به وسیله آرواره‌های نیرومند عنکبوت، به ماده چسبناک تبدیل می‌شود.

## زیست‌گاه
این دسته از جانوران در محیط‌های مرطوب و گرم زندگی می‌کنند. عنکبوت‌های شلاقی سازگاری زیادی با زندگی در درون غارها پیدا کرده‌اند و در شکار کردن در تاریکی بسیار ماهر هستند. آنها در تاریکی مطلق می‌توانند غذای خود را به چنگ آورند.